# Sacaba Beach
Sacaba Beach es un barrio litoral perteneciente al distrito Carretera de Cádiz de la ciudad andaluza de Málaga, España. Está situado en el extremo sur del distrito, entre los terrenos de Industrial La Térmica, al norte, y las instalaciones de Butano, al sur, y cerca de la desembocadura del Guadalhorce. Se trata de un barrio semiaislado, ubicado en el dominio marítimo-terrestre de la playa de La Misericordia.

## Transporte
Sacaba Beach cuenta con la línea de autobús urbano número 40 como la más cercana a la playa  Esta línea transcurre por el frente marítimo litoral occidental de la ciudad, desde Sacaba Beach hasta La Farola del puerto de Málaga. Funciona sólo de lunes a viernes con una periodicidad de una hora, aproximadamente. Otra línea de la EMT La línea 7 Qué transcurre hasta el Litoral. 
Y el 15 viene de la virreina y llega hasta las pirámides en Santa Paula. y el 31 se queda hasta palacio de los deportes desde portada alta y Paseo Parque transcurriendo este toda la carretera de Cádiz.
Hay una alternativa de Transporte Público que es la Línea 2 de Metro de Málaga que cruza desde el Guadalmedina - Palacio de los deportes desde Carretera de Cádiz 
| Línea | Trayecto                                         | Recorrido | Frecuencia    |
| ----- | ------------------------------------------------ | --------- | ------------- |
| 7     | Parque Litoral - Carlinda                        | Recorrido | 10-15 minutos |
| 15    | La Virreina - Santa Paula                        | Recorrido | 10-15 minutos |
| 31    | Paseo del Parque - Palacio de Deportes           | Recorrido | 20-24 minutos |
| 40    | Paseo Marítimo Ciudad de Melilla \| Sacaba Beach | Recorrido | 30-60 minutos |